# Al·lòstasi
En biologia, el terme al·lòstasi descriu un mecanisme fisiològic de regulació que s'anticipa i ajusta el seu ús energètic segons les condicions de l'entorn, i en preparació d'exigències futures.
El concepte d'al·lòstasi va ser proposat per Peter Sterling i Joseph Eyer l'any 1988 per diferenciar-lo de l'homeòstasi, allunyant el focus del manteniment del cos a una condició d'equilibri intern estable, per descriure el procés de traspàs a un equilibri nou com a adaptació a un canvi dràstic en l'entorn. Així, es basa en la capacitat i el paper del cervell per interpretar l'estrès ambiental i coordinar els canvis del cos mitjançant neurotransmissors, hormones i altres mecanismes de senyalització. Es creu que l'al·lòstasi no només està implicada en la resposta a l'estrès del cos i l'adaptació a l'estrès crònic; també pot tenir un paper en la regulació del sistema immunitari així com en el desenvolupament de malalties cròniques com la hipertensió i la diabetis. L'al·lòstasi es descriu fent èmfasi en els canvis adaptatius fisiològics i de comportament amb la implicació del sistema nerviós central en la regulació fisiològica perifèrica, i la ruptura dels sistemes reguladors quan s'empeny més enllà d'aquesta adaptació.

## Relació amb l'homeòstasi
Es defineixen com a factors d'estrès aquells esdeveniments que amenacen l'estabilitat actual de l'individu, provocant respostes fisiològiques i de comportament. L'al·lòstasi s'ajusta a aquests factors de forma adaptativa mitjançant el restabliment dels valors objectiu de les variables fisiològiques, mentre que l'homeòstasi manté la viabilitat del sistema intentant tornar a assolir el seu estat estacionari, és a dir, recuperant els valors previs a l'estrès.
L'al·lòstasi té un paper complementari al de l'homeòstasi i especialment important en circumstàncies que amenacen la salut de l'individu, on aquestes variacions en el medi intern serveixen per mantenir els punts estables crítics per a la supervivència. Per tant, l'al·lòstasi funciona de manera més àmplia que l'homeòstasi, a través de respostes adaptatives a potencials estressants nocius, però, al mateix temps, realitza funcions homeostàtiques per a variables fisiològiques crítiques.

## Càrrega al·lostàtica
Logan i Barksdale descriuen l'al·lòstasi com una extensió de l'homeòstasi, i defineixen com a càrrega al·lostàtica el resultat a llarg termini d'una adaptació fallida que pot produir una patologia o malaltia crònica. Per tot sistema biològic, existeixen accions d'adaptació amb una funció de protecció a curt termini (al·lòstasi) i efectes a llarg termini d'una disrupció continuada de l'estabilitat natural (càrrega al·lostàtica). Aquesta càrrega al·lostàtica pot ser deguda a una sobrecàrrega de factors d'estrès, la incapacitat d'adaptar-se a aquest estrès de forma continuada, una persistència de la resposta tot i ja no presentar-se l'estrès, una alteració crònica dels ritmes circadians normals, o una resposta inadequada deguda a una reacció excessiva al canvi. En general, el punt estable al·lostàtic és anòmal amb relació al punt estable homeostàtic; el sistema és inherentment menys estable i té un rang dinàmic relativament estret, per això un sistema en al·lòstasi pot acabar esdevenint una patologia, mentre que un sistema en homeòstasi no. Aquest fenomen també té un paper important en el procés d'envelliment.